# Андре Букурешлєв
Андре Букурешлєв або Букурешльєв (болг. Андрей Букурещлиев, фр. André Boucourechliev; 28 липня 1925, Софія — 13 листопада 1997, Париж) — французький композитор, виходець з Болгарії.

## Біографія
Виріс в сім'ї меломанів, перші уроки фортеп'яно брав у тітки, викладачки музики, яка здобула освіту в Дрездені. Закінчив французьку спецшколу, також вчив німецьку та російську, крім яких володів англійською та італійською. З 1946 навчався в Академії музики в Софії (композиція, фортеп'яно). У 1948 отримав стипендію для продовження навчання у Франції. Блискуче закінчив École Normale de Musique в Парижі (1951). В 1954 одружився з француженкою, в 1956 отримав французьке громадянство. Відвідував майстер-клас Вальтера Гізекінга в Саарбрюкені (1955). Виступав як піаніст (до 1956). Дружив з Роменом Гарі, Б. Де Шльоцером, Ідою Карською. Захопився електронною музикою, займався в Студії звукозапису Італійського радіо в Мілані і в Groupe de recherches musicales в Парижі. На запрошення П'єра Булеза працював в Domaine Musical. У 1960-х відвідав США, зблизився з Кейджем, Каннінгемом, Раушенбергом. Викладав.

## Вибрані твори
- 1957: Musique à trois для флейти і кларнета (тв.1)
- 1958: Texte I для магнітофонної стрічки (тв.2)
- 1959: Соната для фортеп'яно (тв.3)
- 1963: Grodek для сопрано, флейти і трьох перкусіоністів, на вірші Тракля (тв.5)
- 1967: Archipel 1 для 2-х фортеп'яно і 2-х перкусіоністів (тв.7)
- 1970: Ombres (Hommage à Beethoven) для 12-ти струнних (тв.12)
- 1974: Thrène для магнітофонної стрічки, на вірші Малларме (тв.16)
- 1975: Концерт для фортеп'яно та оркестру (тв.17)
- 1975: Додати Six Etudes d'après Piranèse (тв.18)
- 1978: Le nom d'Œdipe, опера, лібрето Елен Сіксу (тв.19)
- 1980: Ulysse для флейти та перкусії, посв. П'єр-Іву Арто (тв.22)
- 1984: Nocturnes для кларнета і фортеп'яно (тв.25)
- 1984: Lit de Neige для сопрано і 19-ти інструментів, на вірші Пауля Целана в пер. Андре дю Буше (тв.26)
- 1987: Le Miroir, Sept répliques pour un opéra possible для мецо-сопрано та оркестру (тв.27)
- тисяча дев'ятсот вісімдесят сім: La chevelure de Bérénice для 20-ти інструментів (тв.28)
- 1995: Trois fragments de Michel-Ange для сопрано, флейти і фортеп'яно (тв.31)

## Музикознавчі праці
- À l'écoute / Jean Ducharme, ed. Paris: Fayard, 2006

Автор книг про Шумана, Бетовена, Шопена, Стравинського, Дебюссі (не завершена), перекладених кількома мовами.

## Педагогічна діяльність
Викладав в Паризькій консерваторії, в університеті Екс-ан-Прованс (1978—1985), вів семінар в École Normale Supérieure в Парижі (1985—1987).

## Визнання
Музична премія м. Париж (1976). Національна музична премія (1984). Кавалер Ордена Почесного легіону. Командор Ордена мистецтв і літератури.